# František Němec (geolog)
František Němec (10. února 1905, Třebíč – 26. ledna 1983, Olomouc) byl český fyzik a geolog.

## Biografie
František Němec se narodil v roce 1905 v Třebíči, kde také absolvoval gymnázium. Po absolvování gymnázia působil jako pedagog na Znojemsku a následně se setkal se členy Přírodovědeckého klubu v Brně, kde pak na začátku 30. let začal navštěvovat přednášky na Přírodovědecké fakultě. Byl také přeložen na školu v Brně a měl tak více času věnovat se výzkumu. V roce 1933 vydal první publikace o skapolitu z oblasti Čechočovic. V roce 1935 získal titul doktora přírodních věd. Po skončení druhé světové války se zúčastnil obnovovacích prací rozbombardovaného geologického ústavu Přírodovědecké fakulty Masarykovy univerzity a v roce 1946 se habilitoval na Vysoké škole technické v Brně. V roce 1949 stál u založení katedry geologie pod samostatnou přírodovědeckou fakultou Univerzity Palackého v Olomouci. V témže roce byl jmenován řádným profesorem mineralogie a petrografie. Následně vyučoval také na Pedagogické fakultě UPOL nebo VUT v Brně.
Pracoval primárně kolem Starého Města a Habartic, věnoval se také publikování článků nebo knih, kdy napsal známou knihu Klíč k určování nerostů a hornin. Zemřel v Olomouci. Byl jednatelem Přírodovědeckého klubu v Brně a Brněnské pobočky Československé společnosti pro mineralogii a geologii. Od roku 1972 byl čestným členem Československé společnosti pro mineralogii a geologii. V roce 1965 obdržel Zlatou medaili Palackého univerzity a v roce 1973 Pamětní medaili k 400. výročí university v Olomouci.